# 高子貢
高子貢（？—688年），唐朝和州歷陽人（今安徽省和縣）。

## 生平
高子貢因廣涉六經且專精於《史記》，而在江淮地區小有名氣，跟朱敬則為莫逆之交，在當時與全椒人邢文偉及壽春人裴懷貴皆以博學聞名於世。在通過明經科考試後，高子貢曾任祕書省正字與弘文館直學士，後因官場不得志而放棄官位離開。
光宅元年（648年），徐敬業號召軍隊在揚州起兵，其弟徐敬猷率領五千名士兵直逼和州，高子貢與鄉人數百前往對抗，使反叛勢力離去。因此功績而被拔擢成為朝散大夫，在成均監擔任官學教師。後來曾擔任和州刺史的東莞公李融從高子貢受業，高子貢與其關係密切。

## 死因
《資治通鑑》中記載武則天召皇族至明堂朝見，東莞公李融秘密派遣使者去詢問成均助教高子貢。高子貢回答：「此行一去，必定死」，李融便稱病而不赴約。而後越王李貞起兵反抗，派使者去約李融一同響應，李融面容慌張不敢答應，但被下屬逼迫，不得已只好把李貞派來的使者抓起來上報，後升官至右贊善大夫。但不久後，便被其他黨羽所牽連。688年的十月冬天，李融在街市被處死，家產也被查抄，而高子貢便連帶被誅連。
但《新唐書》中則記載李融在謀劃起兵時，命令黃國公李譔見高子貢，遂將高子貢推為謀劃計策的事主，書信往返之間，連結李姓諸王，充當內應。而後事跡敗露，高子貢自遭受責罰而死。